# جون ميسون
جون يونغ ميسون(بالإنجليزية: John Young Mason)‏ (3 أكتوبر 1859 - 18 أبريل 1799) كان سياسي، دبلوماسي، والولايات المتحدة الأمريكية قاض اتحادي أمريكي .

## روابط خارجية
- جون ميسون على موقع الموسوعة البريطانية (الإنجليزية)